# Baldomero de Lyon
Baldomero de Lyon, también conocido como Baldimero, Baldomero de San Justo, Baudemer, Galmier, Waldimer, Garmier, Germier, Gaumier o Waldimero (Forez, s. VII - Lyon, 660), fue un herrero francés que ingresó a la vida monacal, y en los últimos años de su vida fue ordenado sub-diácono. Es venerado como santo por la Iglesia católica y su memoria se celebra el 27 de febrero.

## Hagiografía
Se le llama también Galmier, Garmier, Germier y Gaumier, por sus registros en el martirologio francés.
Baldomero nació en Forez o Lyon, en algún momento del siglo VII.
Se dedicó a la profesión de cerrajero en su natal Lyon donde ganó notoriedad por sus virtudes y su vida humilde y sencilla. Por este motivo hoy se le considera el patrono de los cerrajeros. Se hizo de una pequeña fortuna, de la que dispuso ayudar a los pobres, pues no tenía familia.
Fue tanta la fama que adquirió, que, el abad de San Justo, Vivencio le ofreció un lugar dentro de su abadía, a lo cual Baldomero accedió, y donde continuó con su oficio. Le legó su fortuna a los pobres, cuando ingresó en el monasterio y rehusó ser sacerdote cuando el abad se lo ofreció.
El obispo Gundriano lo nombró, posteriormente, subdiácono hasta su muerte, ocurrida en el año 650, en Lyon.

## Onomástico y Culto público
Los restos de su brazo yacen en la Iglesia de San Miguel de Aiguilhe, en Loire, pues originariamente se encontraban el la Iglesia de San Justo, donde fue sub-diácono en vida. El motivo de su traslado fue que los hugonotes profanaron sus restos en el siglo XVI. Sus restos eran objeto de peregrinación pues se le atribuían milagros.
Es celebrado el 27 de febrero, porque es la fecha en que el martirología romana le registró como fiesta litúrgica. Se le considera patrón de los herreros y cerrajeros. Generalmente se le representa como un hombre que lleva pinzas y herramientas de cerrajero